# Edouard Lescrauwaet
Edouard Louis Leon Marie Lescrauwaet (Brugge, 15 augustus 1868 -  Dima, 27 september 1907) was een Belgische roeier. Hij was lid van de Sport Nautique de Brugge en Cercle des Régates Bruxelles. Hij veroverde in het roeien vier Europese titels.

## Roeien
Lescrauwaet begon in 1885 met roeien bij Sport Nautique de Brugge. In 1988 werd hij voor het eerst Belgisch kampioen skiff. Hij won in 1890 en 1891 de eerste internationale kampioenschappen georganiseerd in Terdonk. Ook op de eerste Europese kampioenschappen op het Ortameer won hij de skiff. Het jaar nadien kon hij samen met zijn broer Auguste de twee met stuurman winnen.
Hij stapte in 1897 over naar Cercle des Régates Bruxelles. Hij werd Europees kampioen in de twee met stuurman met zijn clubgenoot Eugène Govaerts en in de acht met stuurman met een boot die bestond uit een gemengde ploeg van roeiers van Sport Nautique de Gand en Cercle des Régates Bruxelles.

## Voetbal
Om in de winter ook actief te zijn begon Lescrauwaet te voetballen bij FC Brugeois. Daar speelde hij in het seizoen 1895-1896 op het middenveld.

## Congo
Lescrauwaet trok in 1898 als inspecteur in de bosbouw naar Congo, waar hij in 1907 directeur werd van de Compagnie de Kasai in opvolging van Dr. Dryepondt. Eind september van dat jaar overleed hij.

## Palmares

### skiff
- 1888:  BK
- 1889:  BK
- 1890:  BK
- 1891:  BK
- 1892:  BK
- 1893:  BK
- 1893:  EK op het Ortameer
- 1894:  BK
- 1894:  EK in Mâcon
- 1895:  BK in Brussel
- 1896:  BK in Brussel

### twee met stuurman
- 1894:  BK
- 1894:  EK in Mâcon
- 1895:  EK in Oostende
- 1897:  BK
- 1897:  EK in Pallanza

### vier met stuurman
- 1893:  EK op het Ortameer
- 1895:  EK in Oostende

### acht
- 1897:  EK in Pallanza